# Георги Костов (генерал)
Вижте пояснителната страница за други личности с името Георги Костов.
Георги Костов Стоянов е български офицер, генерал-лейтенант.

## Биография
Роден е на 11 март 1922 г. в старозагорското село Медникарово. Основното си образование завършва в родното си село, а гимназия в Харманли през 1942 г. От 1937 г. е член на РМС, а от 1941 г. и на БКП. Георги Костов е братовчед на бащата на генерал Петко Кипров. Военната си служба отбива в артилерийска част. Между 1943 и 1944 г. е интерниран. От 2 октомври или 28 ноември 1944 г. е помощник-командир на 8-а дивизионна бронеизтребителна дружина. Остава на този пост до 15 юни 1945 г. От 16 юни 1945 до 2 март 1946 г. е помощник-командир на 6 ибрп. Между 3 март 1946 и 11 май 1947 г. е помощник-командир на 2-ри армейски бронеизтребителен полк (абрип). В периода 12 май 1947 – 17 януари 1948 г. е временно изпълняващ длъжността ЗКСЧ на същия полк. Между 18 януари и 25 ноември 1948 г. учи във Висшата офицерска артилерийска школа в Санкт Петербург, като през това време последователно е ЗКСЧ на 2-ри абрип, временно изпълняващ длъжността командир на същия полк и временно изпълняващ командир на 1-ви армейски бронеизтребителен полк. От 26 ноември 1944 до 13 декември 1950 г. е командир на 1-ви армейски бронеизтребителен полк. В периода 14 декември 1950 – 15 юни 1951 г. е командир на 19-и бронеизтребителен полк (брип). Между 16 юни 1951 и 3 април 1955 г. е командир на артилерията на пета танкова дивизия.
От 4 април до 5 септември 1955 г. е помощник-командващ артилерията на първа армия в София. На 6 септември 1955 г. е назначен за помощник-началник по полковата и батальонната артилерия на военна част в Пловдив. Остава на тази позиция до 27 ноември 1955 г. След това от 28 ноември 1955 до 21 август 1956 г. е командващ артилерията на 1-ва мотострелкова дивизия. В периода 22 ноември 1956 – 4 август 1959 г. учи във Висшата артилерийска академия в Санкт Петербург, като същевременно е командир на артилерията на 1-ви отделен стрелкови корпус. От 5 до 23 август е на разпореждане на Управление „Кадри“ на Министерство на отбраната. За кратко между 24 и 31 август е командващ артилерията на втора армия. На 1 септември 1959 г. започва да учи във Военната академия „Фрунзе“ в СССР. Завършва я на 1 септември 1962 г. В периода 2 септември 1962 – 29 юли 1965 г. учи във Военната академия на Генералния щаб на СССР. След това от 30 юли до 25 октомври 1965 г. е на разпореждане на управление „Кадри“. От 26 октомври 1965 до 4 октомври 1970 г. е командир на артилерията на трета армия. В периода 5 октомври 1970 – 22 август 1976 г. е заместник-началник по политическата част на Военната академия „Георги Раковски“ в София, като същевременно е началник на политическия отдел. От 23 август 1976 до 6 октомври 1977 г. е началник на политическия отдел на Командване на Сухопътни войски. Между 7 октомври 1977 и 15 ноември 1979 г. е член на Военния съвет и началник на политическия отдел на първа армия. На 16 ноември 1979 г. е преназначен на същите длъжности до 23 октомври 1980 г. От 24 октомври 1980 до 11 февруари 1982 г. е член на Военния съвет и същевременно заместник-началник по политическата част на Гражданската отбрана. В периода 12 февруари 1982 – 14 септември 1987 г. е председател на Централния съвет на Организацията за действие на отбраната (ОСО). От 15 септември 1987 до 31 март 1988 г. е на разпореждане на Управление „Кадри“ по щат А-144 за уволнение. От 1 април 1988 г. излиза в запаса.

## Образование
- Реална гимназия, Харманли – 1942
- Висша офицерска артилерийска школа, СССР – 18 януари и 25 ноември 1948 г.
- Висша артилерийска академия в Санкт Петербург – 22 ноември 1956 – 4 август 1959 г.
- Военната академия „Фрунзе“ в СССР – 1 септември 1959 г. – 1 септември 1962 г.
- Военната академия на Генералния щаб на СССР – 2 септември 1962 – 29 юли 1965 г.

## Военни звания
- капитан (28 април 1946)
- майор (31 октомври 1948)
- подполковник (13 юни 1950)
- полковник (1 април 1955)
- генерал-майор (8 септември 1975)[5]
- генерал-лейтенант (7 септември 1984)[6]

## Награди
- Медал „За безупречна служба“ – II ст.
- Медал „За безупречна служба“ – I ст.
- Орден „За храброст“, IV ст., 2 клас
- Съветски орден „Червена звезда“
- Медал „25 години народна власт“
- Медал „30 години социалистическа революция“
- „9 септември 1944 г.“ – I ст.
- „9 септември 1944 г.“ – II ст. с мечове
- „Народна република България“ – III ст.